# John Howett
John Howett (ur. w Wielkiej Brytanii) – były prezes oddziału Toyota Motorsport – Toyota F1.

## Życiorys
John Howett studiował w Loughborough w College technologicznym. W 1970 roku dołączył do Toyota jako koordynator zespołu Toyota Team Europe w Brukseli w Belgii prowadzonego wcześniej przez Ove Anderssona. W 1980 roku wrócił do Wielkiej Brytanii i rozpoczął pracę dla Toyota (GB) Ltd. W 1991 roku wrócił do Brukseli i pracował dla Toyota Motor Marketing Europe by stać się wiceprzewodniczącym Toyota'y/Lexusa sprzedaży i marketingu w styczniu 2001 roku. Na początku 2003 roku przeprowadził się do Kolonii w Niemczech został prezydentem Toyota Motorsport.